# Henrik Schärfe
Henrik Schärfe (født 1968) er en tidligere lektor på Aalborg Universitet, hvor han leder Center for Computer-medieret Epistemologi. Han blev videre kendt igennem den Hiroshi Ishiguro-inspirerede og Kokoro-byggede robot Geminoid-DK, der lignede Schärfe selv. Geminoid-DK-projektet fik ham på Time Magazines top 100 lister over de mest indflydelsesrige personer i 2012.